# José de Lanza Neto

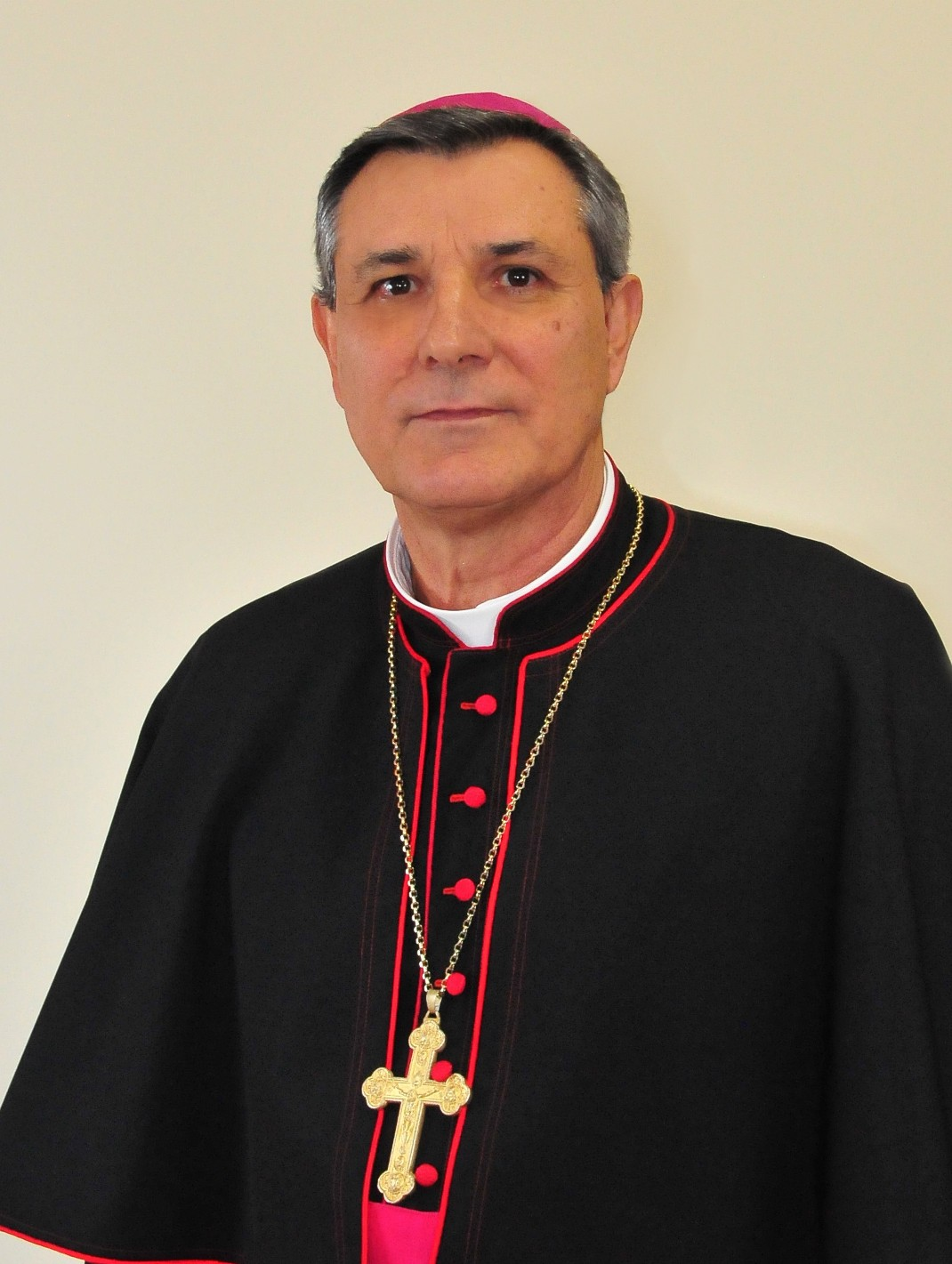
Bischof José de Lanza Neto (2017)

Bischofswappen

José de Lanza Neto (* 31. Dezember 1952 in Pirangi, Bundesstaat São Paulo) ist ein brasilianischer Geistlicher und römisch-katholischer Bischof von Guaxupé.

## Leben
José de Lanza Neto empfing am 31. Oktober 1980 die Priesterweihe für das Bistum Jaboticabal.
Papst Johannes Paul II. ernannte ihn am 23. Juni 2004 zum Weihbischof in Londrina und Titularbischof von Mades. Der Bischof von Jaboticabal, Fernando Antônio Brochini CSS, spendete ihm am 19. September desselben Jahres die Bischofsweihe; Mitkonsekratoren waren Albano Bortoletto Cavallin, Erzbischof von Londrina, und Luíz Eugênio Pérez, Altbischof von Jaboticabal.
Papst Benedikt XVI. ernannte ihn am 13. Juni 2007 zum Bischof von Guaxupé.